# Consolidated P2Y

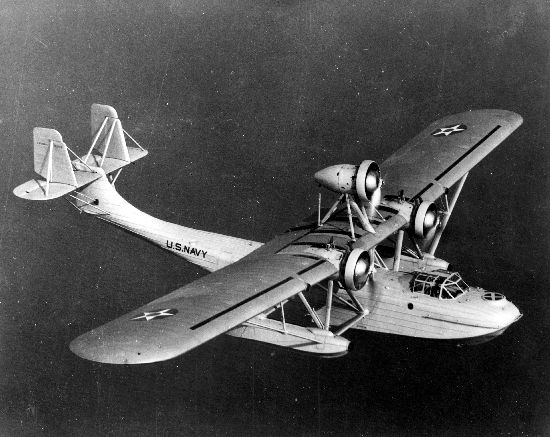
Le Martin XP2M-1.

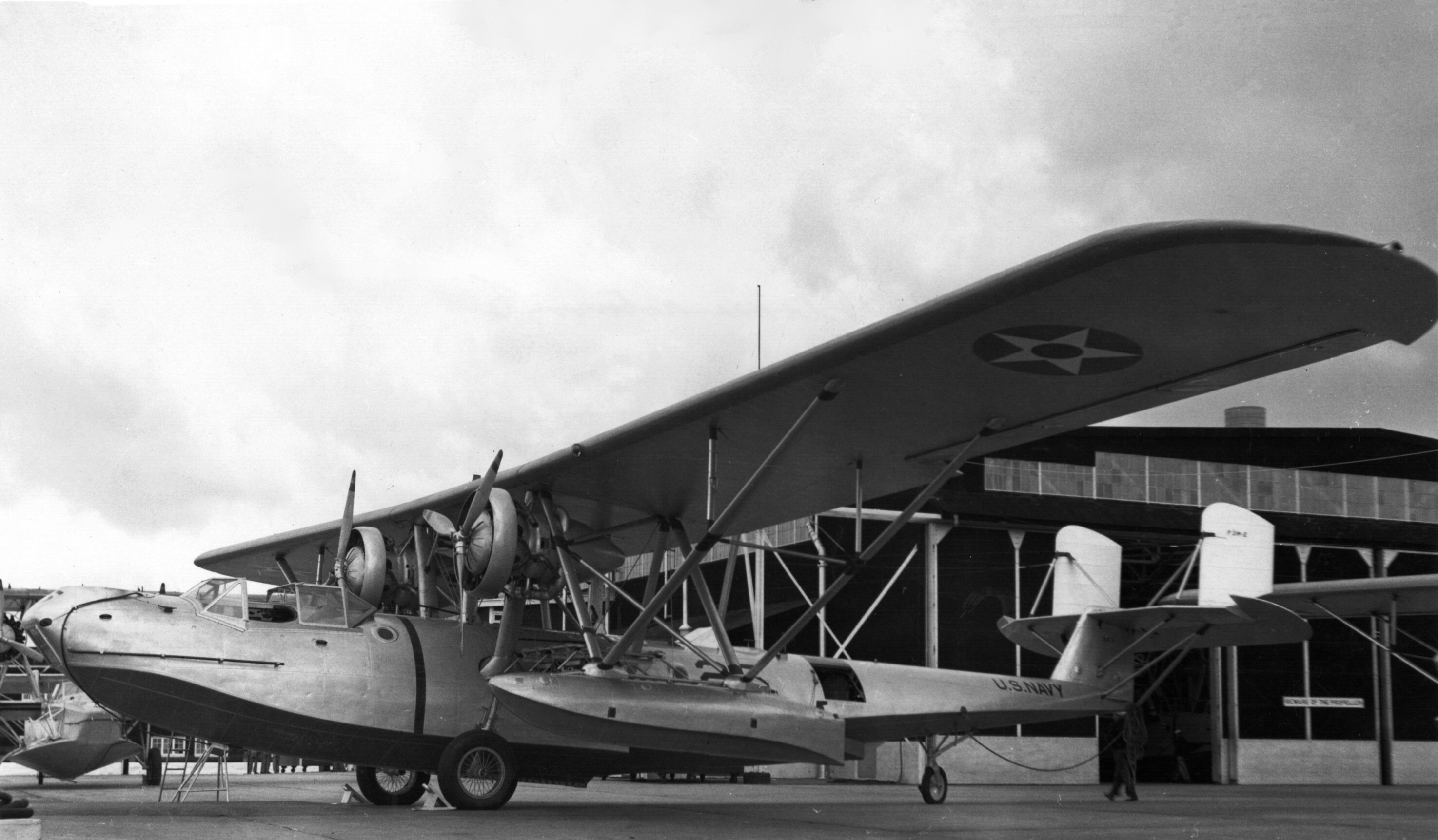
Un P3M-2 construit par Martin, stationné sur la base aéronavale de Pensacola.

Le Consolidated P2Y était un hydravion de patrouille maritime sesquiplan américain du début des années 1930. Conçu par la Consolidated Aircraft Corporation, il était doté d'une aile parasol recouverte de tissu, et sa coque était en aluminium.

## Conception et développement
Initialement conçu pour participer à une compétition de l'US Navy datant du 28 février 1928, le prototype XPY-1 (Model 9) fut conçu par le captain Dick Richardson et par Isaac M. « Mac » Laddon (en). La construction débutant en mars 1928, l'avion fut prêt à effectuer son premier vol à la fin de la même année. Le lieutenant A. W. Gorton effectua le premier vol à partir de la base de soutien d'Anacostia, à Washington, DC.
Le contrat de production fut ouvert à la concurrence, et la Glenn L. Martin Company doubla Consolidated et remporta le contrat pour construire l'avion, sous les désignations de Martin P3M-1 et P3M-2. Trois P3M-1 et six P3M-2 furent construits. Un XP2M-1 fut également construit, de conception assez similaire au P2M-1 mais étant propulsé par trois moteurs Wright R-1820 Cyclone. Après la suppression du troisième moteur, il fut redésigné XP2M-2. L'idée d'un troisième moteur sur le XPY-1 avait été étudiée puis rejetée par le personnel du Bureau of Aeronautics (BuAer) de la marine américaine.
Un nouveau contrat fut placé par l'US Navy, le 26 mai 1931, pour le prototype d'une version améliorée du XPY-1 (Model 9), désigné « Model 22 Ranger » par Consolidated. Incluant des caractéristiques du Model 16 Commodore, telles qu'un fuselage fermé, et désigné XP2Y-1 par la Navy, ce nouveau prototype possédait la même aile parasol de 100 pieds (30,48 m) d'envergure, mais devint un sesquiplan avec une aile plus petite montée en position inférieure, au sommet de la coque, remplaçant les mats qui supportaient les pontons stabilisateurs sur le XPY-1. Deux moteurs en étoile Wright R-1820-E1 Cyclone étaient situés assez près en dessous de l'aile supérieure et possédaient des carénages à corde étroite. Un troisième moteur, identique aux deux autres, fut monté sur un support le long de l'axe longitudinal au-dessus de l'aile, mais il fut retiré après le premier essai en avril 1932.
La Navy commanda 23 P2Y3 de série, similaires aux P2Y-2 qui furent modifiés à partir de la série initiale de P2Y-1.

## Carrière opérationnelle
La marine américaine commanda 23 P2Y-1 le 7 juillet 1931. Ils entrèrent en service à partir du milieu de l'année 1933 avec les escadrons VP-10F et VP-5F (en), qui effectuèrent de nombreux vols classiques de formation à longue distance. Au-moins 21 P2Y-1 furent modifiés en P2Y-2 en 1936 et utilisés par les escadrons VP-5F et VP-10F (en) jusqu'en 1938, date à laquelle ils furent transférés aux escadrons VP-14 (en) et VP-15 (en).
Les premiers P2Y-3 arrivèrent à l'escadron VP-7F (en) en 1935, et cette version fut également utilisée par le VP-4F (en) à Pearl Harbor. En 1939, cette version était utilisée par les escadrons VP-19 (en), VP-20 (en) et VP-21 (en). Fin 1941, tous les P2Y-2 et P2Y-3 avaient été retirés des escadrons opérationnels et étaient stationnés à Pensacola.
La force aérienne colombienne utilisa un unique Commodore P2Y comme bombardier au cours de la guerre colombo-péruvienne de 1932-1933.
Le Service aérien de la Marine impériale japonaise évalua le P2Y sous la désignation d'« hydravion Consolidated Type C expérimental naval ». Sa désignation abrégée était « HXC »

## Versions

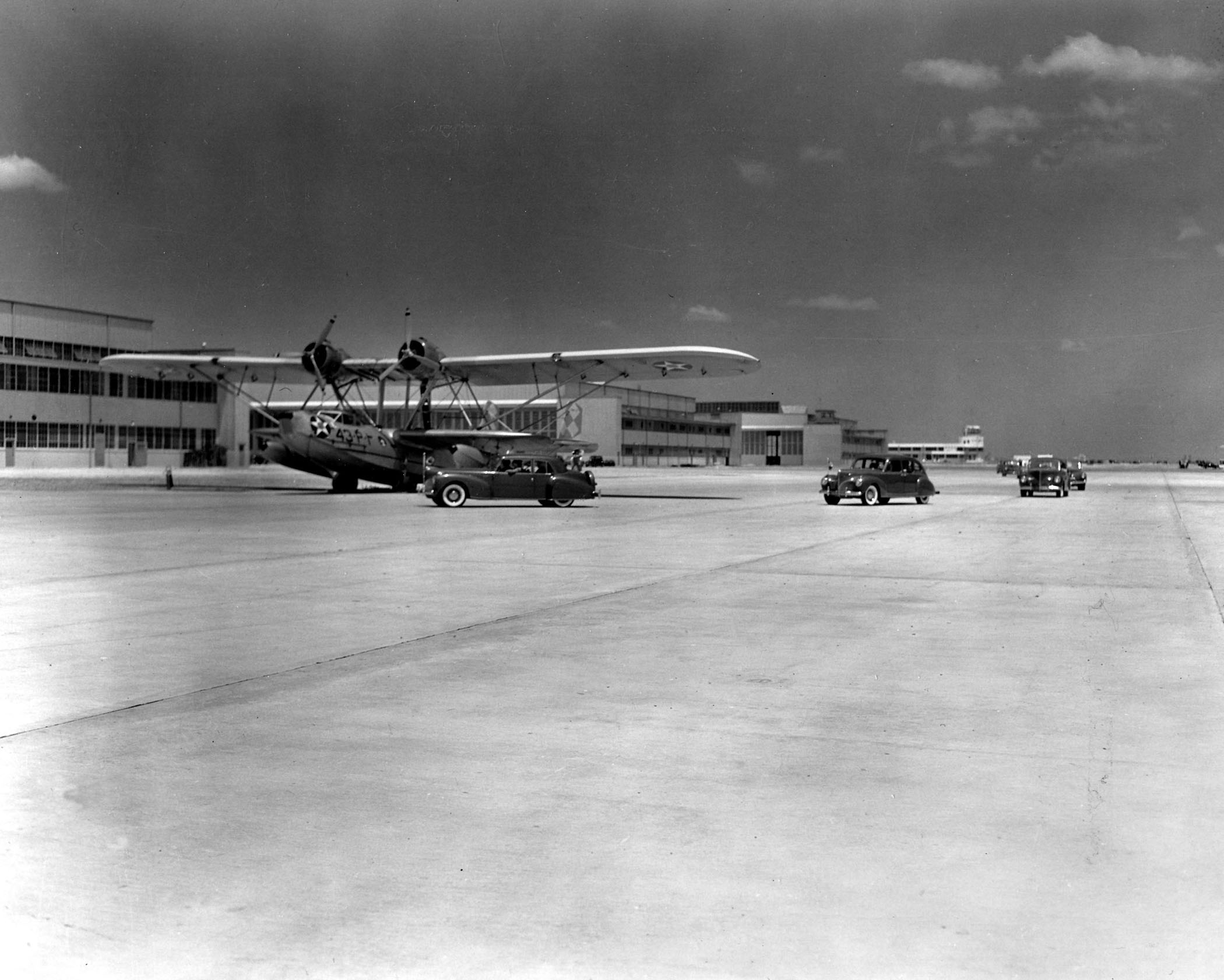
Un P2Y-3 de l'escadron VP-43 sur la base aéronavale de Jacksonville, en 1941.

- XP2Y-1 : Prototype produit à un exemplaire[3] ;
- P2Y-1 : Version pour l'US Navy du Commodore. 23 exemplaires furent commandés le 7 juillet 1931, et furent livrés à l'escadron de patrouille no 10 (VP-10) le 1er février 1933[4] ;
- P2Y-1C : Un exemplaire livré à la Colombie en décembre 1932[3] ;
- P2Y-1J : Un exemplaire livré au Japon en janvier 1935[3] ;
- XP2Y-2 : Prototype produit à un exemplaire[3] ;
- P2Y-2 : Un exemplaire du P2Y-1 équipé de moteurs R-1820 plus puissants carénés à l'intérieur des bords d'attaque des ailes. D'autres -1 furent convertis de la même manière en 1936[4] ;
- P2Y-3 : Version de production du -2. Un total de 23 exemplaires de cette version furent commandés, le 27 décembre 1933, et ils entrèrent en service dans l'escadron VP-7 au début de l'année 1935[4].

## Utilisateurs
- Argentine :
  - Aviation navale argentine : six P2Y-3A, en service de 1936 à 1949[8].
- Colombie :
  - Force aérienne colombienne : un P2Y-1C.
- Empire du Japon :
  - Un P2Y-1J, redésigné « HXC ».
- États-Unis :
  - United States Navy.